# Bratislavské automobilové závody
Bratislavské automobilové závody, národný podnik (zkráceně BAZ) je bývalá automobilka v Bratislavě, městské části Devínska Nová Ves, založená roku 1971. V automobilce vznikla řada vlastních prototypů, ale k sériové výrobě zde došlo pouze v případě Škody Garde (1982–1987) a Pragy V3S (1986–1990).
Ve své době šlo o nejmladší automobilku ve střední Evropě. V roce 2006 byla vydána kniha Vývoj motorových vozidel v Bratislave, kde bývali pracovníci vývoje BAZ Ivan Schuster a Ján Oravec na 96 stranách přibližují desítky let peripetií tohoto podniku. Závod byl roku 1991 prodán koncernu Volkswagen a přejmenován na Volkswagen Bratislava.

## Předchůdci

### ORAVA
Prvopočátky lze datovat do roku 1928, kdy na východním okraji Bratislavy v průmyslové periférii Mlynské nivy vznikl podnik ORAVA, účastinárska spoločnosť pro výrobu a prodej strojů, automobilů a elektrotechnických zařízení. Po vzniku samostatného Slovenského štátu na jaře 1939 začala tato společnost kompletovat automobily značek Škoda a Praga z dílů, nakupovaných z protektorátní části bývalého Československa. Vyvíjeli, vyráběli a montovali zde teké generátory na dřevoplyn pro pohon vozidel. Znárodněný podnik se po druhé světové válce jako Opravárenský závod ORAVA stal součástí nového národního podniku ČSAO a zabýval se opravami a vylepšováním automobilů.

### Mechanizačný a regeneračný podnik
Povereníctvo dopravy v Bratislave v roce 1957 založilo Stredisko pre výhľad a rozvoj dopravy (SVARD), které bylo zanedlouho přejmenované na Mechanizačné a regeneračné stredisko (MARS) a v roce 1958 na Mechanizačný a regeneračný podnik (MARP), který se zabýval různými modernizacemi automobilů v rámci jejich generálních oprav. Jeho součástí bylo i oddělení Vývoj motorových vozidiel (VMV). Byly zde tehdy postaveny vlastní prototypy na základě sériových automobilů: horský autobus Škoda 706 RO-H (zkrácená verze sériového autobusu Škoda 706 RO pro provoz na horských silničkách), konferenční autobus Bratislava (dálkový autobus Škoda 706 RTO s konferenčním stolkem, bufetem a audiovizuální výbavou), speciální Tatra 111 pro testování únosnosti vozovek atd.

### Konstrukčné a vývojové stredisko Tatra

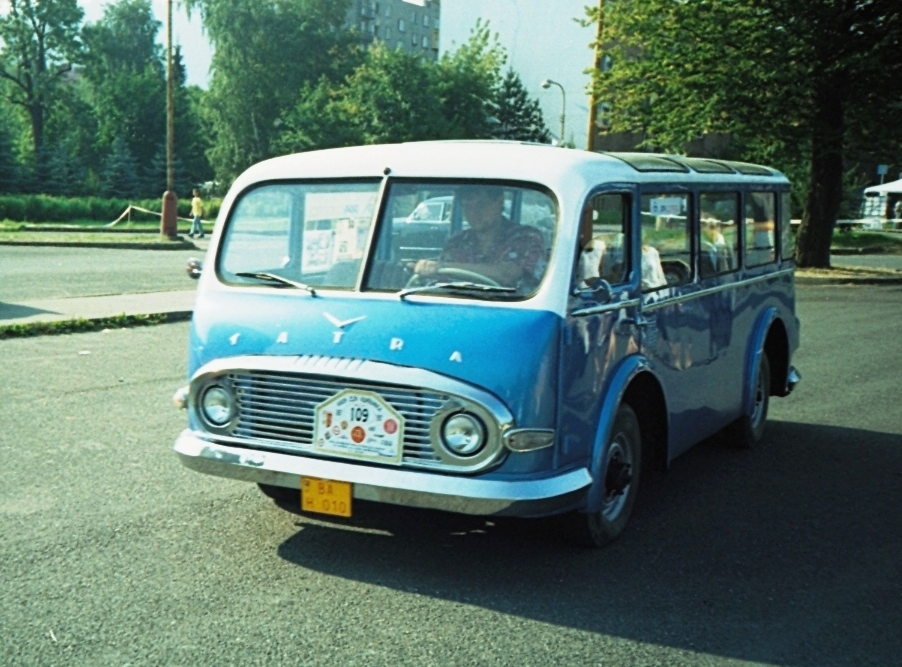
Tatra 603 MB (1961)

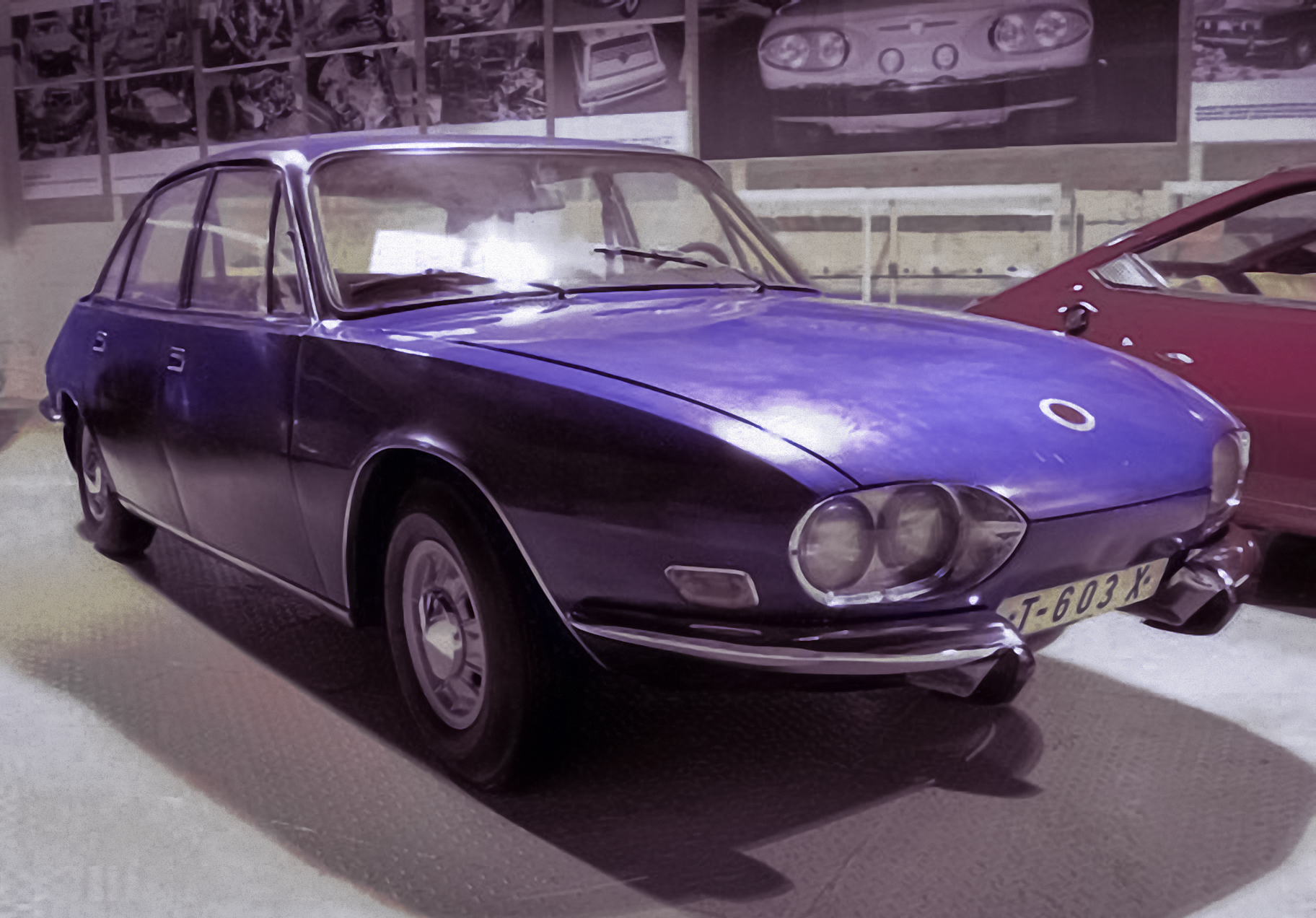
Tatra 603 X (1966)

K 1. únoru 1960 bylo pracoviště ORAVA rozhodnutím ministra všeobecného strojírenství převedeno ze správy MARP pod národní podnik Tatra coby závod Tatra 5. Podnik se zpočátku zabýval zejména opravami a repasemi nákladních automobilů Praga RN/RND, postupně převzal i zpracování a výrobu dílů pro mateřský závod. Bývalé oddělení VMV bylo od 1. 7. 1960 znovu ustaveno, tentokrát jako Tatra Kopřivnice, Konstrukčné a vývojové stredisko závod Bratislava pod vedením schopného Ing. Ivana Mičíka.
Závod okamžitě rozpracoval projekt řady užitkových automobilů s tehdy moderním motorem T 603, ovšem s předním náhonem. V dubnu 1961 dokončili třináctimístný mikrobus Tatra 603 MB (což byla vůbec první Tatra s pohonem přední nápravy) a o pár dní později se s ním mohli pochlubit na prvomájovém průvodu Bratislavou. O necelý rok později následoval valník Tatra 603 NP stejné koncepce. Vynikal rozměrnou, nízko umístěnou ložnou plochou (jen 450 mm nad vozovkou) a elegantní sklopnou trambusovou kabinou. Oba modely svými užitnými vlastnostmi (nosnost 1000 kg a jízdní stabilita díky nízkému těžišti) nepochybně převyšovaly užitkový automobil Škoda 1203, který v té době vyvíjel pobočný závod AZNP ve Vrchlabí. Ovšem nadřízené orgány neumožnily pořízení karosářských technologií a výstavbu montážní linky v době, kdy automobilový obor byl v ČSSR zatížen masivní investiční výstavbou v zastaralých AZNP Mladá Boleslav.
Obdobně dopadla v roce 1963 i zde dokončovaná Tatra 603 A sanitka, odvozená od připravované modernizace limuzíny téhož typu, která však navíc trpěla těžko řešitelnými problémy s chlazením vzadu uloženého motoru a s nízkým vnitřním prostorem nad ním.
Od roku 1963 převzala Tatra Bratislava další vývoj zastarávající limuzíny Tatra 603. Pracovní tým posílil například architekt Otakar Diblík, během dvou let vzniklo na 140 skic a 20 maket nových vozů, z nichž nakonec v červnu 1964 vybrali návrh Ing. Jána Ciny s interním označením X-5. Mičíkův tým jej rozpracoval nejprve do podoby výkresů, během jara 1966 byla dokončena maketa vozu velikosti 1:1 a celý automobil byl dokončen 31. 12. 1966. Úhledná, stylisticky bezchybná Tatra 603 X byla konstruována s maximálním důrazem na vylepšení jízdních vlastností stávající Tatry 603 a umožnění sériové výroby, zůstala však osamocená: mateřská automobilka totiž v dalším vývoji pokračovala už jen ve spolupráci s karosárnou Vignale a začal se rodit typ Tatra 613.
Tatra Bratislava se tak stala zjevně odepsanou pobočkou. Vývojové středisko v roce 1967 procházelo tvrdou ztrátou iluzí, veškeré konstrukční a vývojové práce na celkem čtyřech automobilech Tatra totiž přišly vniveč. Výrobní činnost pobočky se soustředila na součástky pro vozy Tatra 111 a Tatra 138, v lednu 1968 se vývojové středisko od kopřivnické automobilky osamostatnilo bez jasně stanovených cílů.

### Závod pre vývoj automobilov VHJ OMNIA
Vývojové středisko se v roce 1969 stalo součástí VHJ Omnia pod označením Závod pre vývoj automobilov (ZVA) coby budoucí základ nové slovenské automobilky. Projektanti ZVA se zaobírali mj. projektem silnějších automobilů kategorie GT s využitím komponentů Škoda 110 s vlastní lehkou karosérií, ze zcela jiného oboru pak byl vývoj nákladního automobilu na bázi připravované řady LIAZ 100, překonstruované na nosnost 8 tun.
Zároveň se na vládní úrovni začalo jednat o nákupu zahraničních licencí pro výrobu hned dvou tříd automobilů přímo na Slovensku: pro Turčianské strojárenske závody v Martine to měl být malý vůz Renault 6, pro budoucí výrobní závod v Bratislavě pak vůz střední třídy Alfa Romeo 1750 ve specifickém provedení. Nastupující politická normalizace však tyto záměry uložila k ledu už v roce 1970, martinská strojírna se pod názvem Závody ťažkého strojárstva (ZŤS) vrátila k těžkému strojírenství (tanky, traktory, stavební mechanizace) a bratislavský výrobní závod stále neexistoval.

## Bratislavské automobilové závody
Bratislavské automobilové závody, národný podnik byly nakonec oficiálně zřízeny až ke dni 1. 7. 1971, a to podle Rozhodnutí ministra hutnictví a strojírenství č. 19/1971, přičemž předmětem činnosti nového národního podniku měla původně být výroba osobních automobilů a jejich součástí. Prvních deset let novopečené automobilky však bylo plné nejasností a bezkoncepčního rozhodování státních orgánů, k čemu vlastně má BAZ sloužit.

### Co s tím?
V době založení byly BAZ reálně tvořeny jen několika staršími, kapacitně nevyhovujícími budovami v bratislavské místní části Mlýnske Nivy, zděděných po Tatře. Zde sídlilo Výskumno-vývojové centrum VMV (Vývoj motorových vozidiel) a sdružovalo oddělení konstrukce, designu i výrobních dílen, vhodných spíše pro výrobu komponentů než celých automobilů. Podnikové ředitelství BAZ se pak usídlilo v Růžové dolině, dvě ulice od původního areálu.
Vývoj  automobilů  pokračoval. Nejprve v BAZ měli, na základě Usnesení Vlády ČSSR č. 84/71 ze dne 18. 4. 1971, dokončit vývoj a zahájit výrobu vozu střední třídy Škoda 1250 a Škoda 1500. Místo zavedení sériové výroby zde ale byly postaveny jen tři další funkční vzorky neboli „opakované prototypy“, a to pod typovým označením Škoda 731 (sedany v provedení Standard a Lux) a Škoda 732 (kombi), ale naděje na zavedení výroby tohoto vozu klesaly s ubíhajícím časem, v průběhu kterého  stále neexistovaly řádné výrobní kapacity. Projekt Škoda 720 pak úplně utnulo předsednictvo federální vlády, které dne 30. 11. 1972 přijalo nové Usnesení č. 368/72 o realizaci rozvoje výroby osobních automobilů v ČSSR. Další vývoj tohoto typu tím byl zcela zrušen a v dalších krocích bylo přikázáno konstruktérům, aby se orientovali na spolupráci s NDR. Začala se tak rodit typová řada Škoda 760, která se BAZ vývojově téměř vyhýbala, přestože podle uvedeného usnesení byla cílem roční výroba 200 000 vozů v AZNP a 100 000 vozů v BAZ. Konstruktéři BAZ alespoň zatím převzali vyvíjený motor Škoda 1498 cm³ OHC (výkon 63 kW, točivý moment 125 N.m), který se jim jevil ideální pro řadu malých užitkových automobilů s nosností 1,25 t. Roku 1974 se tak zrodil projekt BAZ M8, na kterém spolupracovaly Trnavské automobilové závody – ty totiž začaly z AZNP Vrchlabí přejímat montáž zastarávající Škody 1203, kterou měl vůz M8 později nahradit.
3. 4. 1974 byla konečně zahájena výstavba vlastní skutečné a plnohodnotné automobilky: na jihozápadě Bratislavy se „na zelené louce“ v místní části Devínska Nová Ves začal stavět moderní Karosársko-montážný závod. I ten však následující řadu let tvořilo spíše staveniště, jen místy vybavené technologiemi pro výrobu autodílů. Protože však BAZ už tehdy potřebovalo větší výrobní kapacity, byl ještě roku 1974 pod BAZ delimitován podnik Dopravostroj se čtyřmi pobočnými závody a v roce 1975 pak podnik Podunajské strojárne. Do výrobního programu se tak oklikou vrátily další díly a agregáty pro Tatru nebo výrobce účelových nástaveb, případně výroba pomocných technologií. Pro potřeby výzkumu a vývoje byly na severu města v ulici Bojnická (resp. Galvaniho) vystavěny nové kapacity včetně nových zkušeben, kam se také později celé vývojové středisko odstěhovalo.

### Smlouva sem…

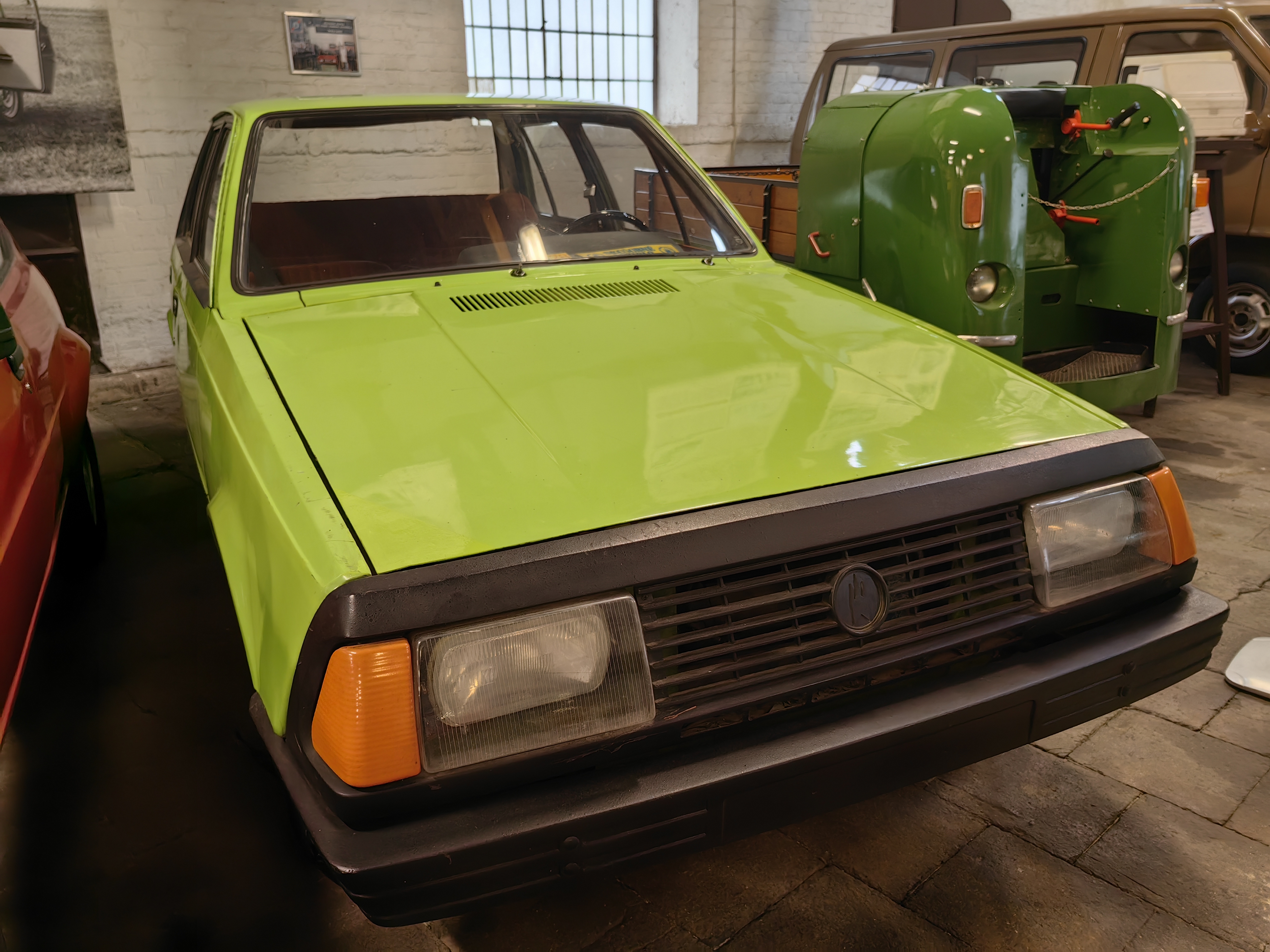
Škoda 762 B (1979)

V srpnu 1976 uzavřely BAZ s AZNP „Mezipodnikovou dohodu o spolupráci“, ve které se mj. pravilo, že „(...) po dokončení vhodných priestorov v Karosársko-montážnom závode v Devínskej Novej Vsi bude do Bratislavy presunutá aj montáž nového kupé.“ Tím byl míněn vůz, jenž měl nahradit zastaralé a motoricky slabé, nicméně pohledné a oblíbené „erko“ Škoda 110 R a který měl být odvozený od typové řady Škoda 105/120, jenž právě přicházel na trh. Bylo však stále jasnější, že z uvedené mezipodnikové smlouvy se toho moc nesplní: BAZ sice dodávaly pro AZNP např. díly náprav, dveřní panty, různé výlisky apod. pro stávající sériovou výrobu typových řad Škoda 105/120 a Škoda 1203, ale žádný sériový automobil z Bratislavy se nekonal.
Stejně tak ani rozpracovaná typová řada Škoda 760 také stále nepřicházela do výroby. AZNP sice stále z donucení spolupracovaly s východoněmeckými automobilkami, ale tato spolupráce se německou vinou tak neuvěřitelně protahovala, až v září 1979 definitivně zkrachovala. Tím také násilně skončil navazující projekt užitkových vozů M8, přestože bylo postaveno několik automobilů ve verzích valník, skříňové kombi, furgon a mikrobus.
Československá strana se ve vývoji moderních vozů musela znovu spoléhat pouze na sebe a bylo jasné, že trend směřuje ke kompaktním vozům s motorem vpředu a pohonem předních kol. AZNP tehdy postavily několik vzorků typové řady Škoda 105/120 s motorem vpředu a pak začaly projektovat vlastní malý kompaktní automobil typové řady Škoda 780 (pozdější Škody Favorit), zatímco konstruktéři BAZ převzali z AZNP převzali tříprostorový sedan typu Škoda 762 P1 a jeho další vývoj směřovali k přestavbě na přední náhon. Takovou nápravu však v AZNP teprve konstruovali, proto se v BAZ rozhodli převzít přední nápravu z vozu Dacia 1300 (v Československu jinak nebyly stejnoběžné klouby k mání). Vznikl prostorný, kompaktní vůz Škoda 762 B, jemuž motor 1,5 l (57 kW) uděloval solidní jízdní vlastnosti. Ovšem ani ten se ani nepřiblížil k sériové výrobě a na vině určitě nebyla skvělá převodovka vlastní konstrukce BAZ, která neměla nic společného se sériovými škodovkami.
Když není automobil, budou aspoň technologie. A tak v roce 1979 začaly BAZ, ve spolupráci s prešovským Výskumným ústavom kovopriemyslu, s výrobou průmyslových manipulátorů a robotů pro strojírenství (např. ruční manipulátor RMS 63 a RMS 250, podavače plechu M 40 a M 80 apod.). 

### …smlouva tam

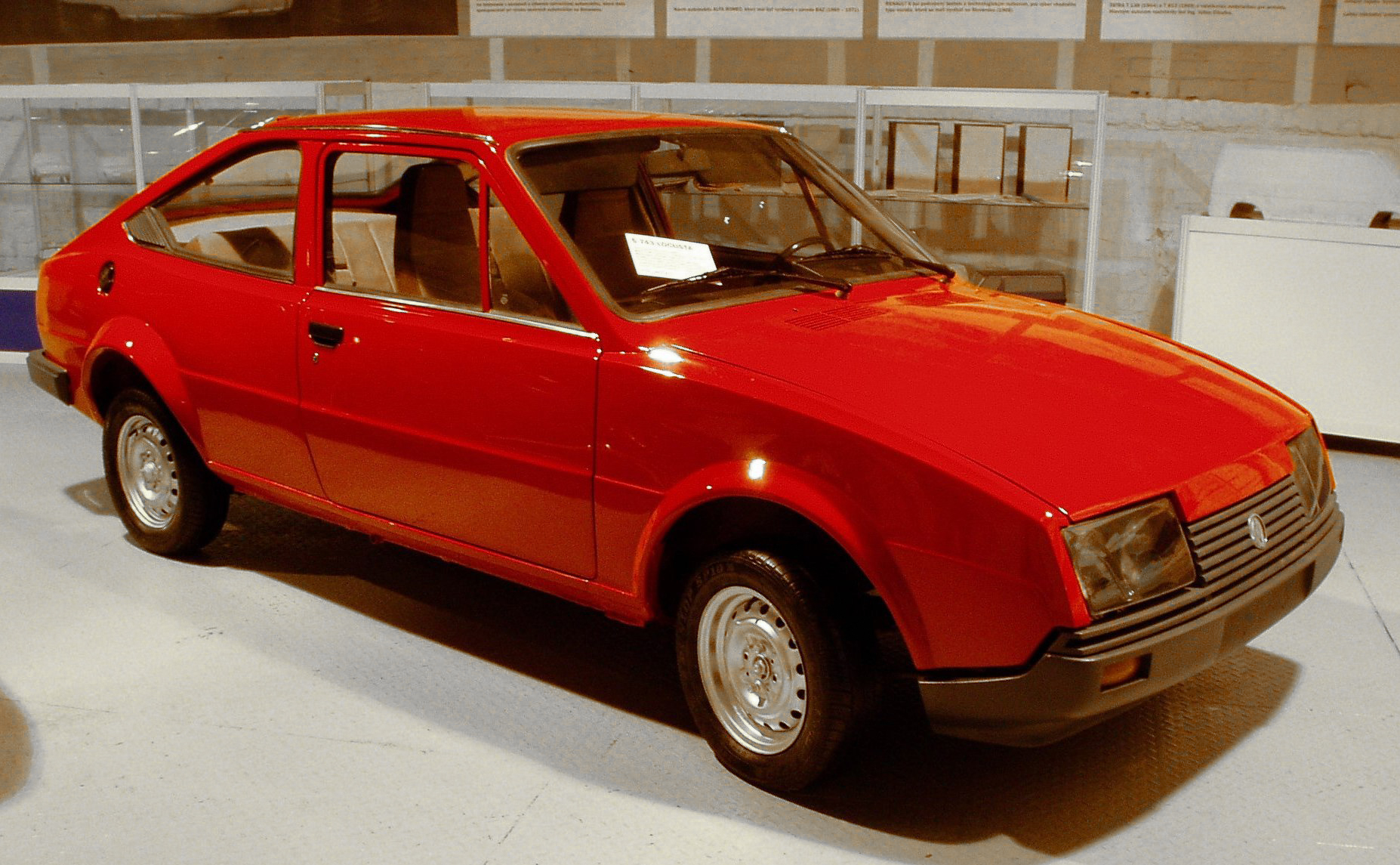
BAZ Locusta – prototyp kupé s motorem vpředu (1983)

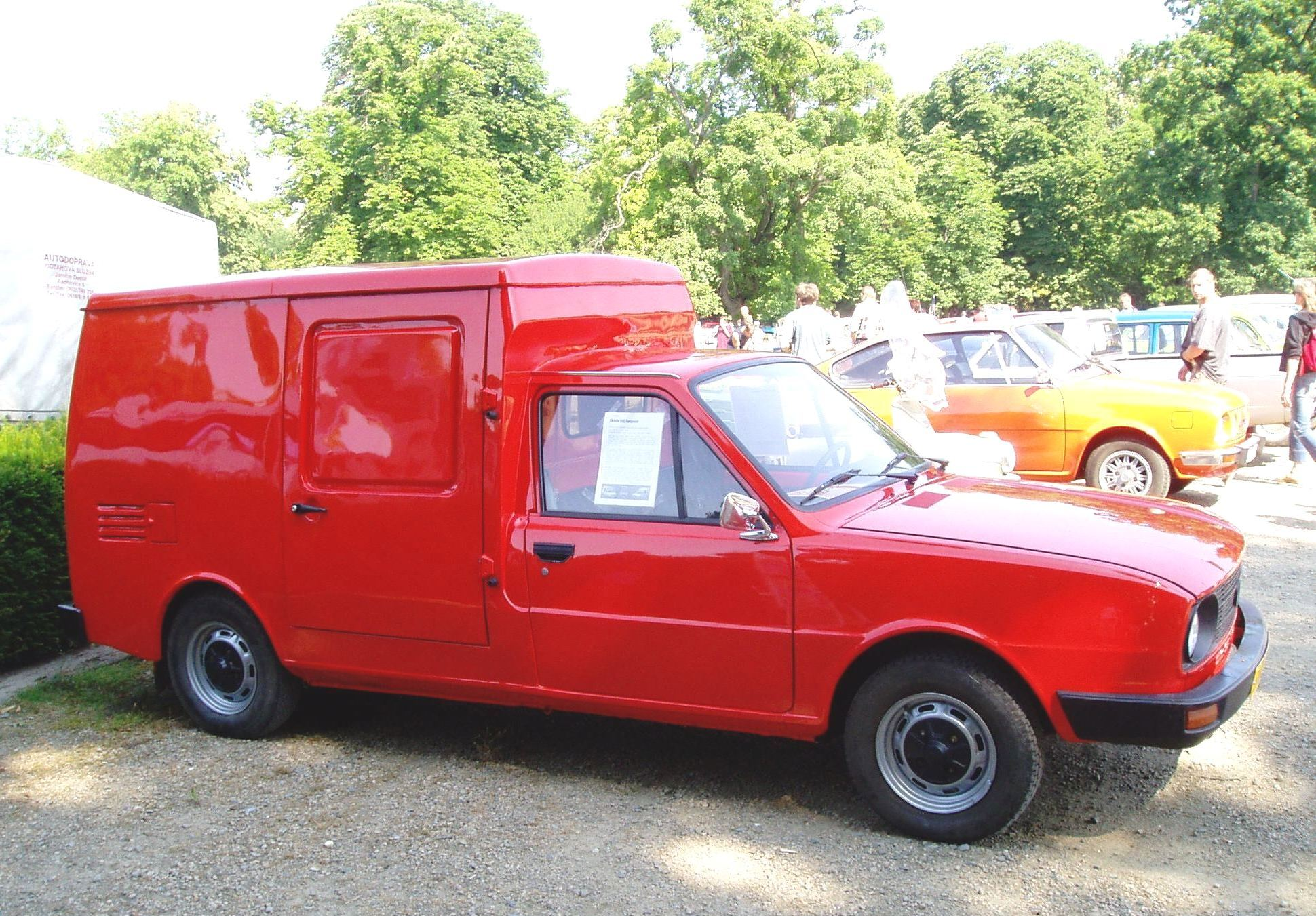
BAZ Furgonet – prototyp vlastní dodávky (1983)

V březnu 1980 podepsali podnikoví ředitelé BAZ a AZNP novou mezipodnikovou smlouvu, podle které by se v BAZ mělo vyrábět ročně 80 000 sedanů a 17 000 kupé. Konstruktéři BAZ vycítili novou šanci a už před podpisem smlouvy pilně pracovali na vývoji nových typů. Přitom se zde střetávaly dvě koncepce: nejjednodušší by bylo převzít produkci tak, jak ji připravily AZNP – tedy bez větších změn převzít část produkce sériových sedanů Škoda 105/120 z Mladé Boleslavi a připravované Škody Garde z Kvasin. Jenže v Bratislavě měli plodné, ambiciózní, i když nakonec vždy neúspěšné vývojové středisko. A jeho lidem bylo jasné, že nemohou přijít se zcela novým vozem, že větší naději na úspěch mají modifikace sériových vozidel. Utvrdil je v tom i pokyn připravit alternativní řešení současných typů sériových vozů Škoda typu 742/743, ovšem za pomoci agregátů typu 780 a tedy s předním náhonem.
Roku 1980 byl dokončen funkční vzorek úřednického vozu BAZ Oficiál, který měl nahradit provozně drahé vozy Tatra 603 nebo Volha 24. Vznikl posazením o 20 cm (některé prameny uvádějí o 12 cm, ale z jeho společné fotografie se sériovou Škoda 120 LS lze vypočíst první údaj) rozšířené karosérie Š 120 na podvozkové orgány Škoda 1203. Přední náprava byla posunuta o 100 mm kupředu, rozvor se tak prodloužil na 2500 mm. Přestože tato svérázná konstrukce prostorného osobního vozu byla poměrně jednoduchá a až na výjimky využívala sériově vyráběné komponenty, nedočkala se ani malosériové výroby. Při ní by totiž musela být standardní karosérie typu 742 rozříznuta, nastavena a svařena v přípravku (při malé produkci by se nevyplatilo vytvářet nové lisovací formy), v automobilce projektované na velkosériovou produkci by to však byl poněkud nesmyslný krok a ani zamýšlená náhrada provozně dražších vozů by se v celkovém součtu výrobních a provozních nákladů nevyplatila, obzvlášť když se AZNP začaly orientovat na vlastní vývoj zcela nové typové řady Škoda 781 Favorit.
Roku 1980 spatřila světlo světa i další bratislavská škodovka s předním náhonem: Škoda 742 PP. Přední náprava Škoda 780 stále nebyla k dispozici a práce v AZNP se vlekly, proto v BAZ upravili sériovou Škodu 120 LS svépomocí a opatřili ji kompletním předním náhonem (motor, převodovka, rozvodovka, nápravy) z vozu Zastava 101.
Zkušenosti ze stavby tohoto typu byly roku 1982 zúročeny při důkladné přestavbě připravovaného kupé Škoda Garde s motorem vzadu na typ BAZ Locusta, a to ve spolupráci s ÚVMV Praha. Kompletní přední pohon, od motoru po hlavy kol, opět pocházel z vozu Zastava 101. Karosářsky se kupé Locusta od kupé Garde výrazně lišilo: stylista Milan Biroš udělil přídi vozu kompaktní aerodynamický tvar, zvýraznil výkroje blatníků a zadní okno spojil s kapotou, takže vznikl třídveřový vůz. Velmi optimistické plány BAZ předpokládaly pro kupé Locusta stokusovou ověřovací sérii na rok 1984 a sérovou výrobu 10 000 kusů ročně od roku 1985, přičemž 3/5 produkce měly jít do zahraničí.
Jako poslední byly v letech 1981–83 zkonstruovány čtyři prostorné dodávky BAZ Furgonet s nosností 450 kg, postavené na prodloužených a zesílených karosériích typu Škoda 105/120. Opět však nebyl ani jeden z projektů připuštěn ani do stádia přípravy sériové výroby..

### Automobilka snů…
Jak vidno, BAZ se snažily (ať už vlastními silami, či za pomoci AZNP a ÚVMV) stát se plnokrevnou automobilkou. Investice do budov a technologického vybavení BAZ spolkly neuvěřitelnou sumu 1,5 miliardy Kčs v průběhu necelých deseti let a pomalu se chýlily ke konci – karosářsko-montážní areál v Devínské Nové Vsi se stal mateřským závodem 03, stavebně byl z velké části téměř dokončený a postupně byl vybavován technologiemi. Pobočné závody byly 05 BAZ Trnava, 06 BAZ Nitra a 07 BAZ Skalica.
To by jim však situaci nesměly komplikovat centrální orgány ČSSR. Přišlo totiž nové Usnesení předsednictva vlády ČSSR č. 228/1982, z října 1982, a ve vývoji a výrobě automobilů bylo opět všechno jinak: Vývoj osobních automobilů v BAZ skončil.
Automobilka, která byla od počátku stavěná na výrobu osobních a odvozených automobilů (v počtu 100 000 kusů ročně), měla náhle (kromě subdodávek pro jiné automobilky a stavby technologických zařízení) zajišťovat výrobu středních nákladních automobilů na bázi Praga V3S (v objemu 5000 jednotek ročně) a furgonů na bázi Avia A21 (8000 vozů ročně), a po roce 1990 i užitková provedení typů Škoda 781 Favorit / 785 Forman (10 000 vozů ročně) a zcela nový užitkový automobil vlastní konstrukce s užitečnou hmotností 900 kg s využitím agregátů z Favorita.
Na základě uvedeného vládního usnesení začalo Vývojové středisko BAZ v roce 1982 vyvíjet nástupce Pragy V3S (varováním byl tehdy mj. nepovedený projekt Avia S430 z konce 60. let). Projekt byl během následujících měsíců rozpracován ve verzích STA (střední terénní automobil) pro armádu a SNA (střední nákladní automobil) pro civilní užití. První dva prototypy STA 6×6 dokončili v BAZ už 28. 12. 1984, vývoj pak byl dokončen postavením 15. prototypu počátkem roku 1989. Dokonalý nákladní automobil pod obchodní značkou Devín ve verzích STA i SNA, se znaky náprav 6×6, 6×4, 4x4 i 4×2, tak byl na jaře 1989 připraven pro sériovou výrobu.
Samozřejmě se ve spolupráci s TAZ vyvíjely i skříňové automobily. Nejprve byly v letech 1983–84 postaveny dvě prostorné dodávky TAZ 1500 FV1 (dodávkový) a TAZ 1500 FV2 (sanitní se zvýšenou střechou), už tehdy s posuvnými pravými bočními dveřmi a svisle půlenými dveřmi v zádi. Tyto stroje měly ve výrobním programu TAZ přímo nahradit již silně zastaralou Škodu 1203, sériovou výrobu nových vozů však TAZ odmítly zavést, protože by musely investovat do karosářských technologií. V letech 1985–88 pak vzniklo několik prototypů dodávky MNA 900 s nosností 900 kg (v různých modifikacích včetně plněpohonné verze), které technicky i designově navazovaly na připravovanou Škodu Favorit. Automobily zaujaly čistým stylistickým řešením z pera Milana Biroše, který navázal na hranatý styl karosárny Bertone a v maximální míře využil pro dodávku komponenty z Favorita (například i světlomety a prvky interiéru), obrovská zasklená plocha nabízela skvělý výhled do všech stran. Absence výkonného motoru domácí provenience (motory Škoda tehdy neměly víc než 43 kW a jiné nebyly k dispozici) vedly k tomu, že BAZ v období rozbíhající se společenské přestavby navázal spolupráci se sovětskou automobilkou AZLK Moskvič a mohl oficiálně použít její výkonnější motory Moskvič 1800 ccm (jak benzinový, tak přeplňovaný naftový). V letech 1988–90 tak byly postaveny dva prototypy dodávky a mikrobusu MNA 1000 s nosností 1000 kg, které stylisticky předjímaly styl 90. let a byly důsledně zaoblené, dokonce využívaly technologii lepení skel namísto tehdy obvyklého zasklívání do gumových profilů. Společenské změny konce 80. let však vedly k ukončení spolupráce BAZ a AZLK.

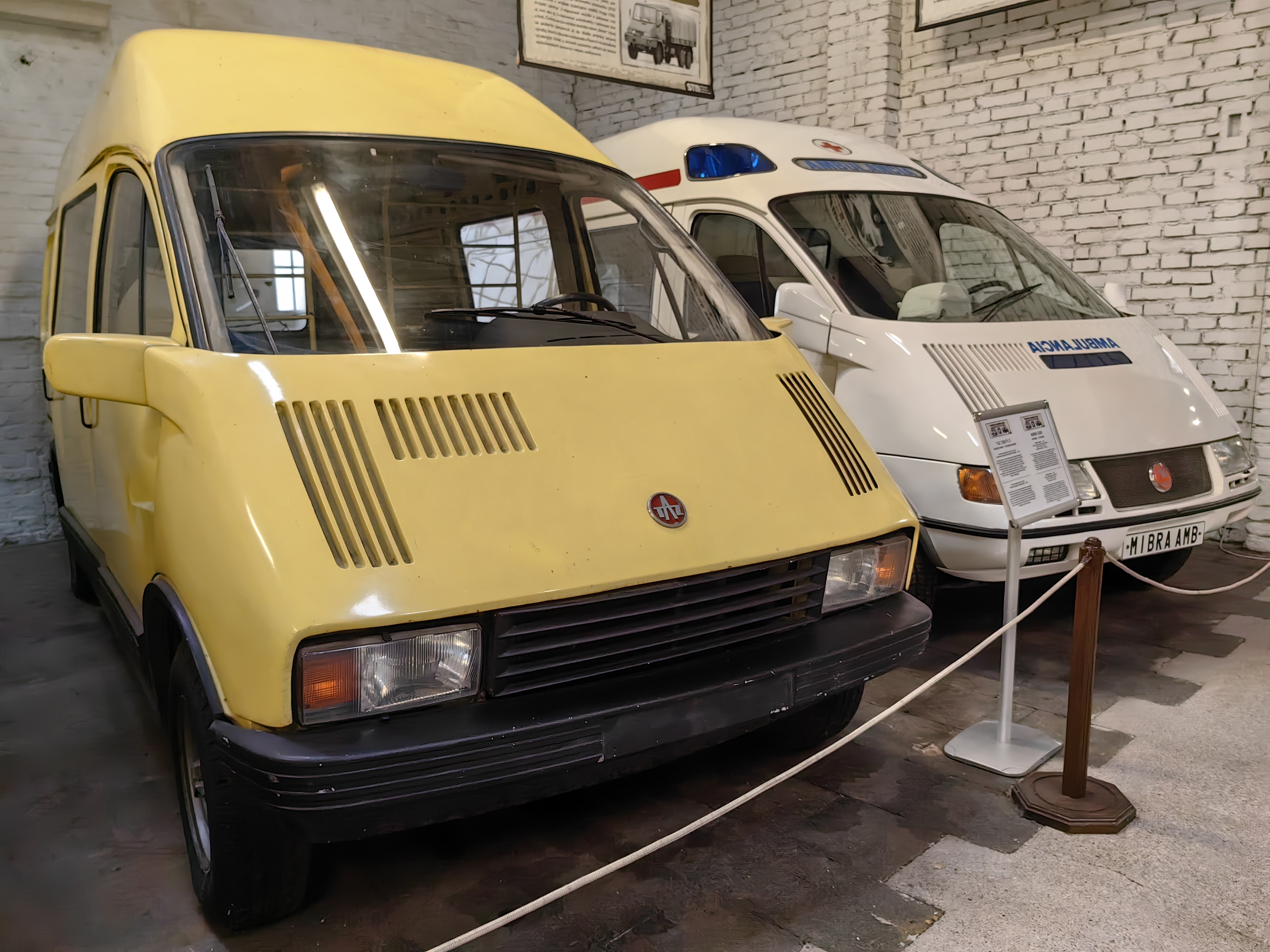
TAZ 1500 FV2 (1984)
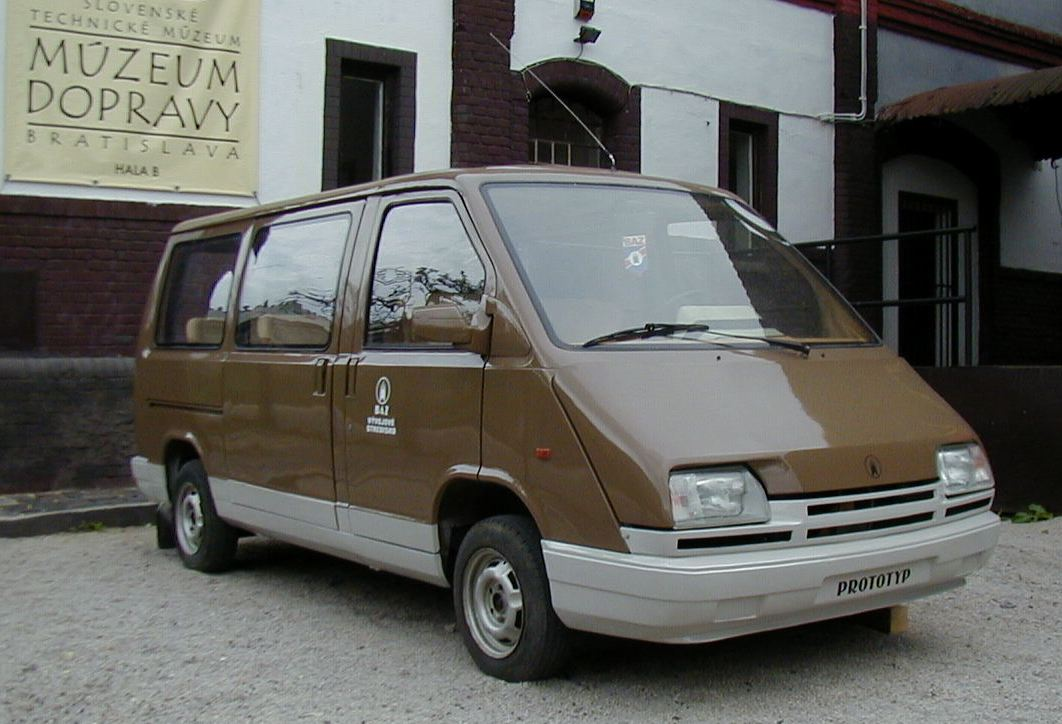
BAZ MNA 900 (1988)
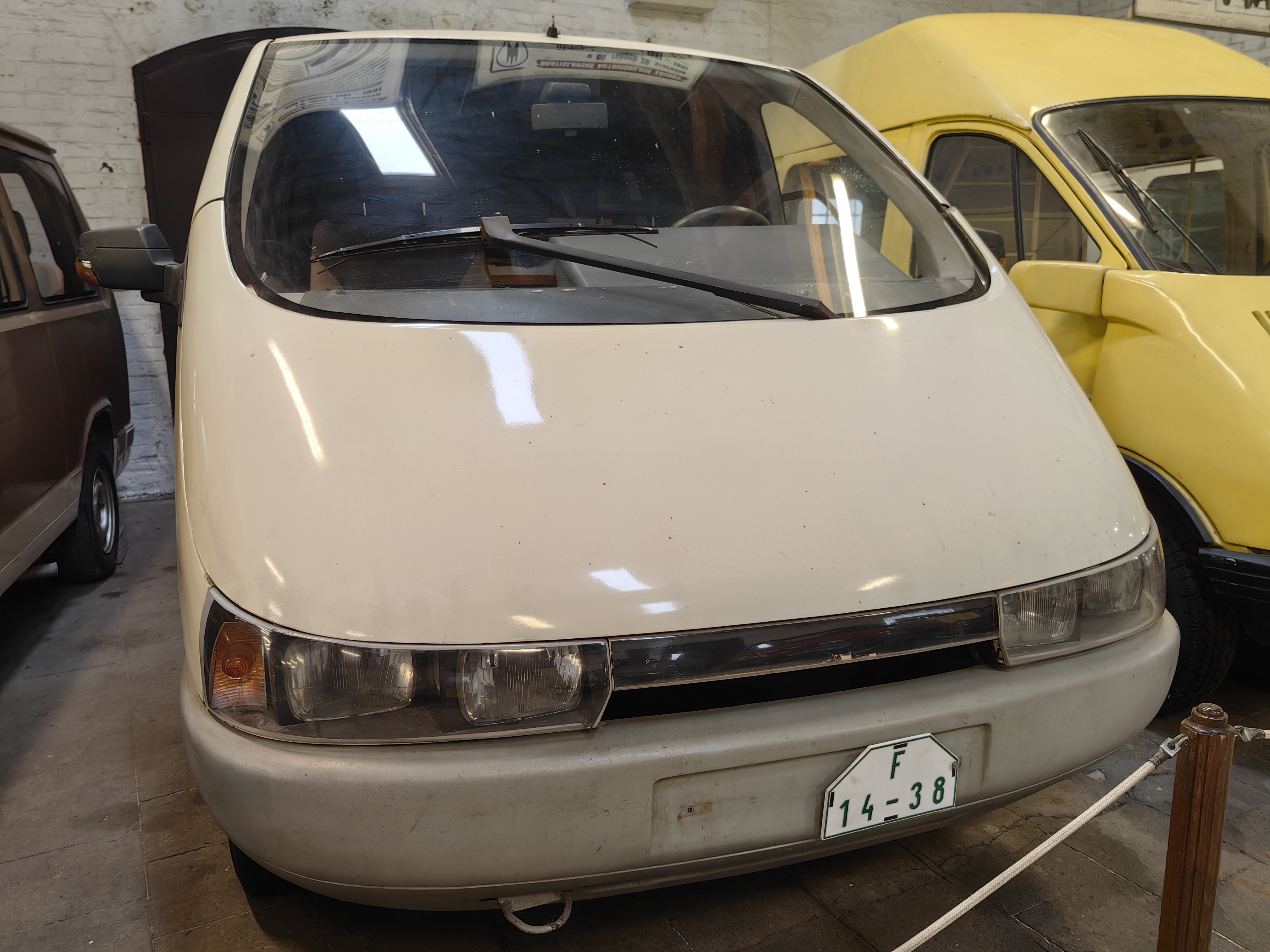
BAZ MNA 1000 (1989)

### …a montovna skutečnosti
Jak již zaznělo, podle smlouvy z března 1980 se v Bratislavě mělo vyrábět ročně 80 000 sedanů a 17 000 kupé. A právě kupé, které vyvíjely AZNP bez větší účasti BAZ, se mělo začít v roce 1981 vyrábět naráz v závodě AZNP Kvasiny i BAZ Bratislava. Realita ale opět pokulhávala: zatímco v Kvasinách v srpnu 1981 s výrobou Garde skutečně začali a do konce roku jich postavili 38 kusů, v Bratislavě z plánovaných 100 kusů nesmontovali v roce 1981 ani jeden.
První „sériový“ vůz Škoda Garde byl v BAZ smontován teprve v pátek 30. 4. 1982 (na aranžované fotografii je ale uvedené datum 1. 5. 1982): bezmála 11 let po založení podniku. Do maloobchodní sítě tehdejší monopolní prodejní organizace Mototechna byl však první vůz předán dokonce až 22. 8. 1982, do 31. 8. 1982 pak bylo odevzdáno celkem 61 kusů. Oproti mateřskému závodu pro tento typ (tj. AZNP Kvasiny) byla produkce v BAZ opravdu minimální: např. na rok 1984 bylo sice v plánu tisíc vozů, ale do 31. 12. 1987, kdy montáž těchto vozů v inovované verzi Škoda Rapid v Bratislavě skončila, zde bylo dohromady vyrobeno pouhých 3480 vozů – v Kvasinách jich přitom za stejnou dobu vzniklo 26 667. Plánovaných 17 000 kupé ročně se tak v BAZ nikdy nevyrobilo (a sedan ani jediný). Otázkou je, zda svůj podstatný díl viny nenesou nízké dodávky agregátů z Boleslavi nebo kapacita lakovny tamtéž: karosérie se sice svařovaly v Bratislavě, ale na kataforézu se vozily do Boleslavi.
Dodejme ještě, že vozy Garde z Kvasin i Bratislavy byly konstrukčně shodné, viditelným rozdílem byl jen znak výrobce na přístrojové desce. Neviditelným, o to však významnějším rozdílem byla kvalita zpracování: zatímco první vozy Garde z Kvasin obdržely při hodnocení státní zkušebnou první stupeň jakosti, v následujících letech ho neobhájily a výrobkům z BAZ dokonce reálně hrozil propad do třetího stupně, se zásadním negativním dopadem na prodejní cenu a samozřejmě postih managementu.
Kromě automobilů Škoda však do výrobního portfolia přibyl i značně odlišný a archaický výrobek: třítunový vojenský automobil Praga V3S, který zde v „modernizované“ podobě M2 montovali až do roku 1990 v počtu několika set kusů ročně. Souviselo to právě s výše uvedeným úkolem vyvinout jeho nástupce.

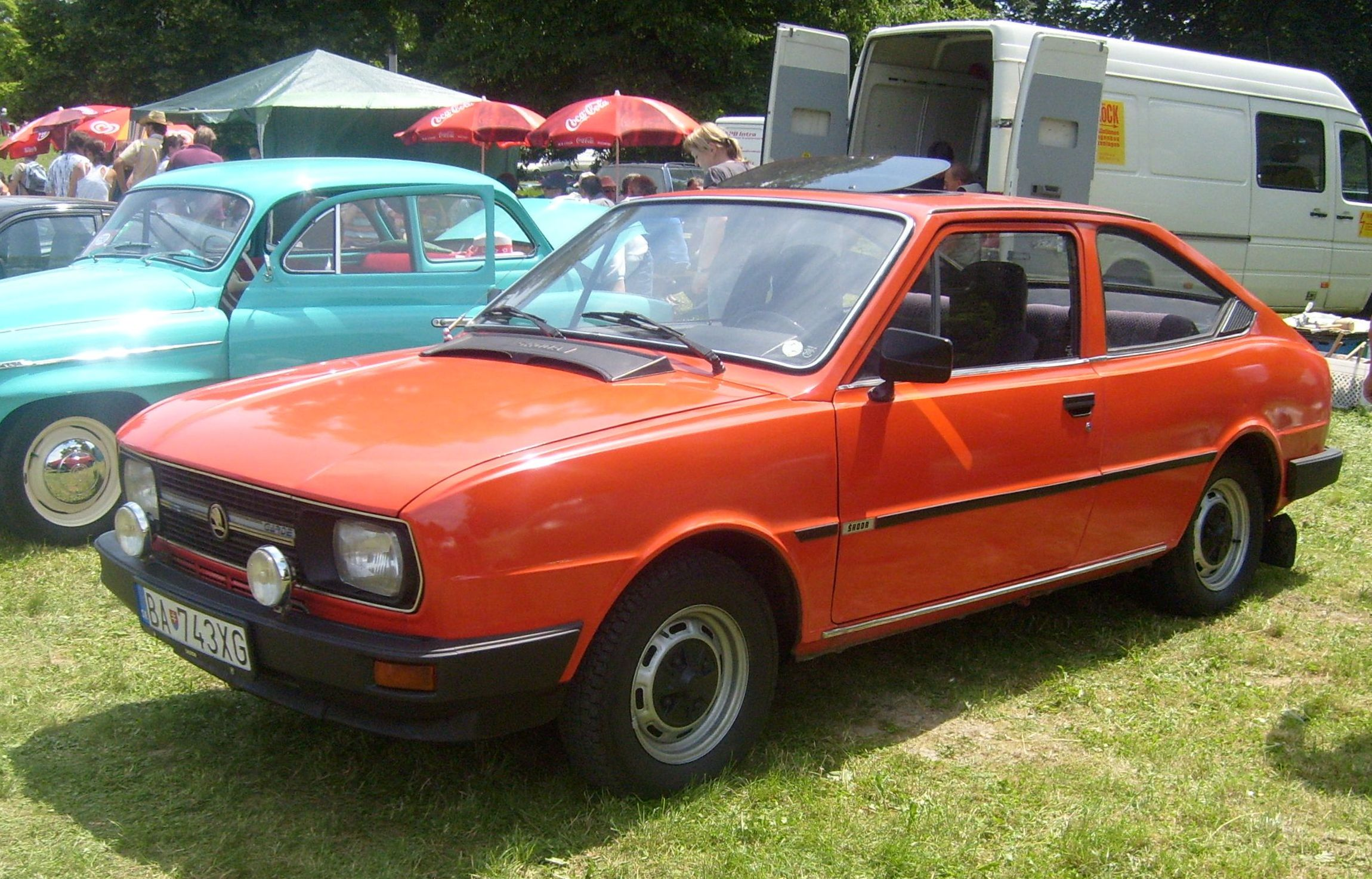
Škoda Garde – skutečný sériový výrobek (1982–1983)
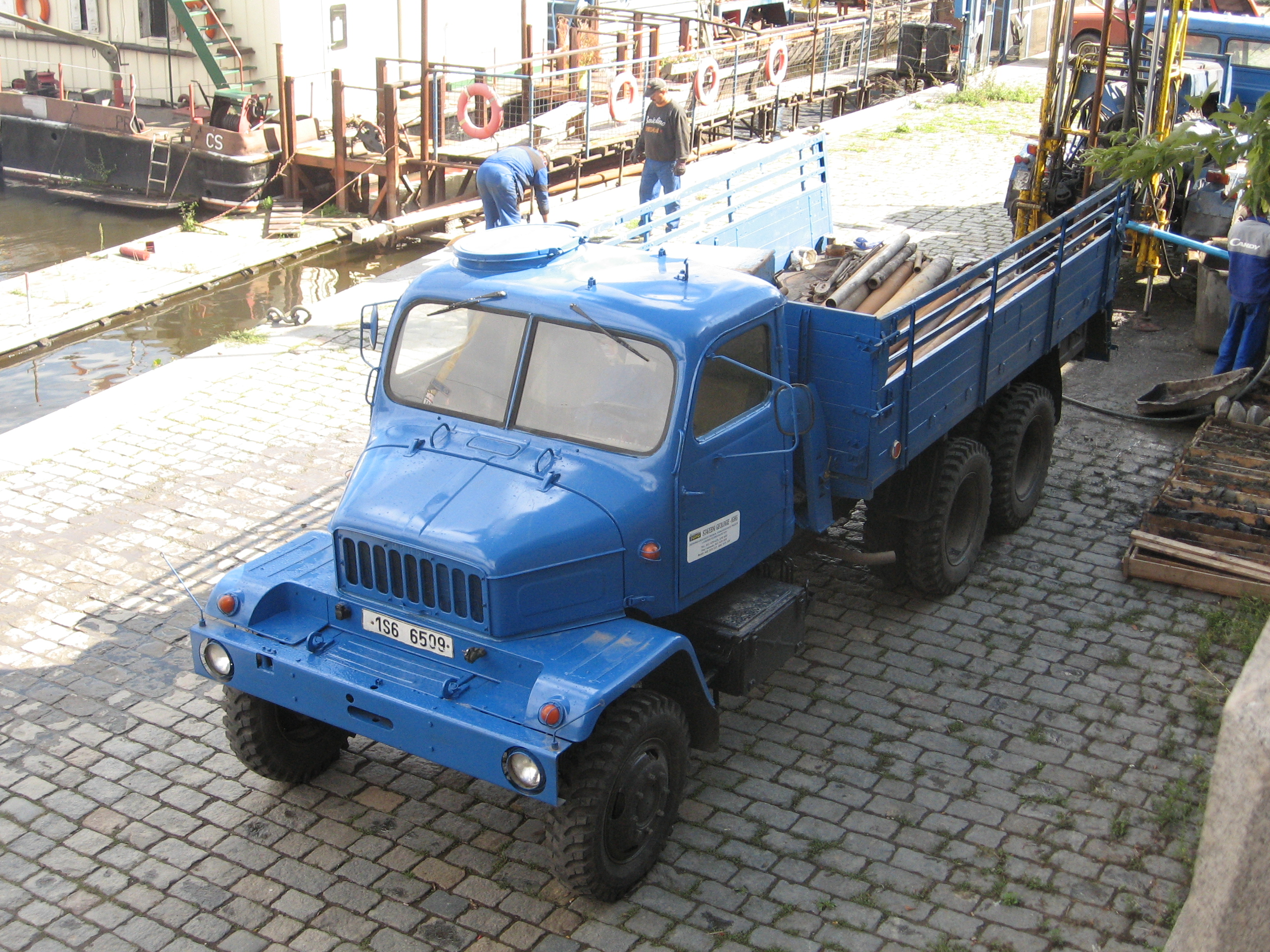
Praga V3S M2 – malosériová výroba (1983–1990)

Vedle „sériové“ výroby automobilů se BAZ věnovaly zejména subdodavatelské činnosti, kromě olejových čerpadel nebo spojek pro Tatru zde bylo za rok 1984 vyrobeno asi 10 000 sestav zadní úhlové kyvadlové nápravy Škoda a na rok 1985 jich bylo v plánu již 40 000 – i přes známé poddimenzování ramen u prvních ročníků „vlečených“ náprav, které mají na svědomí konstruktéři a technologové automobilky v Boleslavi. Koncem 80. let se zde vyráběly už i komplety zadní nápravy pro Škodu Favorit, ale v tak nízkých počtech, že brzdily finální produkci automobilu – přestože roční kapacita linek v BAZ byla plánována na 190 000 sestav. Šéfkonstruktér Favoritu Petr Hrdlička v této souvislosti s trpkostí vzpomínal na návštěvu v BAZ koncem 80. let: v hale plné moderních lisů, které samozřejmě byly mimo provoz, nebylo jediného pracovníka – vyjma dva muže, kteří si v uličce opravovali vlastní auto.

### Státní podnik bez státního zájmu
Národní podnik BAZ byl k 1. 7. 1989 transformován na Bratislavské automobilové závody, štátny podnik, Bratislava (IČO: 00 211 184).
Těsně předtím, v červnu 1989, se však vláda ČSSR opět usnesla, že jí není jasný budoucí osud BAZ a proto odsouvá zahájení výroby nákladního automobilu Devín. Nepočítáme-li tedy subdodávky dílců pro ostatní automobilky a okrajovou výrobu Pragy V3S, BAZ se náhle ocitly prakticky bez pracovní náplně. A k lepšímu se to nezměnilo ani později: vlivem politických změn a pozdějšího rozdělení Československa byl projekt Devín odsouzen ke zrušení a obě armády dál řadu let používaly zastaralé pragovky nebo auta z dovozu. O užitkových automobilech MNA se už raději nikdo ani nezmiňoval.
Po roce 1990 bylo rozhodnuto, že závod bude prodán strategickému zahraničnímu investorovi, kterým se stal koncern Volkswagen. Rozhodnutím ministra hospodárstva SR č. 10/1990 ze dne 30. 11. 1990 byl státní podnik zrušen bez likvidace ke dni 31. 12. 1990 a její aktiva i pasiva přešla na nově založený podnik BAZ Bratislava a.s..
12. 3. 1991 zástupci BAZ, VW a slovenské vlády podepsali „základnú dohodu o podnikateľskom zámere a vytvorení novej spoločnosti“, ve které měl VW podíl 80 % a BAZ 20 %. Převedením aktiv a podpisem společenské smlouvy vznikla společnost Volkswagen Bratislava, s.r.o. a byla zahájená rozsáhlá modernizace a dostavba závodu.
Vlastní vývoj vozů ovšem zanikl – podle bývalého zaměstnance BAZ prý sice zástupci Volkswagenu při prohlídce zde vyvinutých automobilů nešetřili slovy uznání a žasli, co vše zde dokázali v BAZ „na koleně“ postavit, jenže tehdejší ředitel BAZ Ing. Uhrík (kvůli svým špatným vztahům s vedoucím vývoje Ing. Mičíkem) vše bagatelizoval s tím, že „žiadny vývoj netreba, stačí len hrubá sila na montáž“. Výzkumné a vývojové centrum tak krátce poté skončilo v konkursu.

## Volkswagen Bratislava
Milníkem dalších osudů novoveského závodu je 14. 2. 1992, kdy byla vyrobena první dvě vozidla Volkswagen Passat III. generace v provedení Variant.
Roku 1994 získal Volkswagen zbylých 20 % aktiv BAZ a už hned v lednu začal v Bratislavě vyrábět některá provedení vozu Volkswagen Golf III. generace (tento typ se zařadil k nejvyráběnějším modelům bratislavského závodu). 22. 8. 1994 (přesně dvanáct let po vyrobení prvního sériového automobilu) se zde kromě vozů VW začaly montovat i převodovky, dodávané také dalším značkám koncernu Volkswagen.
Akcelerace výroby je impozantní: zatímco v únoru 1992 činila denní produkce pouze 15 vozů, už v únoru 1994 byl vyroben stotisící automobil, v roce 1998 miliontá převodovka, 28. 5. 2003 miliontý automobil, 25. 5. 2007 dvoumiliontý a v březnu 2010 pětimiliontá převodovka.
Z českého hlediska je zajímavé i to, že od 2008 se zde začala vyrábět i Škoda Octavia, od roku 2011 minivůz VW up / Seat Mii / Škoda Citigo a později Škoda Superb.
Závod patří do koncernu VW jako Volkswagen Bratislava. Je světovým unikátem v tom, že se zde „pod jednou střechou“ sériově vyráběly či vyrábějí automobily značek Volkswagen, Porsche, Audi, SEAT, Škoda a komponenty pro Bentley.

## Přidružená střední škola
Ke dni 1. 9. 1977 bylo zřízeno Odborné učilište pri n. p. BAZ, o dva roky později bylo zařazením čtyřletého oboru rozšířeno na Stredné odborné učilište strojárske. Fungovalo v náhradních prostorách, až v roce 1984 se začalo s výstavbou nové školní budovy přímo v Devínské Nové Vsi. Od 1. 9. 1991 škola získala vlastní právní subjektivitu, od 1. 7. 2001 je jejím zřizovatelem Krajský úrad Bratislava (resp. Bratislavský samosprávny kraj).
V listopadu 2002 škola předložila návrh transformace na střední odbornou školu a projekt „PILOTNÉ CENTRUM pre odborné vzdelávanie a prípravu kvalifikovaných pracovníkov pre predaj a servis cestných motorových vozidiel“, který byl úspěšný a od 1. 9. 2003 se tak škola stala Pilotným centrom Sdruženia automobilového priemyslu SR.
Od 1. 9. 2008 se dosavadní učiliště oficiálně změnilo na střední odbornou školu a od 14. 4. 2009 na základě Rozhodnutia Ministerstva školstva SR zo dňa 27. 1. 2009 funguje pod názvem Stredná odborná škola automobilová – SOŠA.

## MIBRA

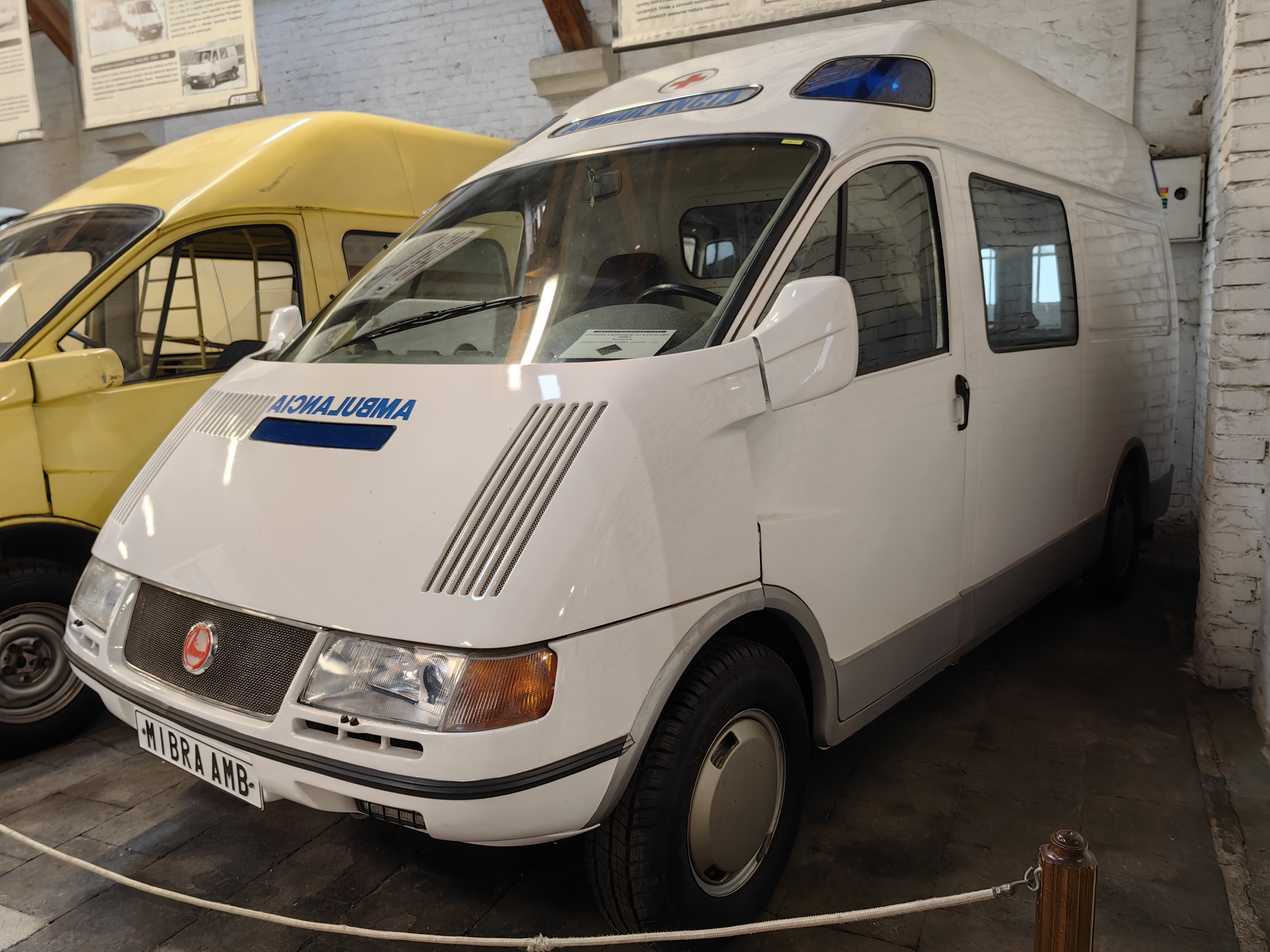
MIBRA 2000 AMB (1997)

Zánik vývoje po převzetí BAZu Volkswagenem však neznamenal úplný konec vývoje vlastních bratislavských automobilů. Stárnoucí, ale stále aktivní Ing. Mičík totiž založil firmu MIBRA (Mičík Bratislava), která pokračovala ve vývoji zejména vozidel pro záchrannou službu, ale jednalo se jen o kusovou výrobu a po Mičíkově úmrtí v únoru 2003 zanikla i tato firma.
Mičík se spolupracovníky se nevzdávali ideje svébytného záchranářského automobilu. Takovým strojem se stala MIBRA 2000 AMB, představená roku 1997 a zjevně vycházející z třináct let starého projektu TAZ FV2. Podlaha lůžkové části byla, i přes pohon všech kol, zcela plochá a pouhých 400 mm nad vozovkou. V novém ekonomickém prostředí se konstruktér rozhodl použít zážehový motor Ford 1998 ccm (77 kW), který přes desetistupňovou převodovku uděloval vozu rychlost až 130 km/h. Designovou specialitou byly jak vestavěné modré výstražné majáky, které nijak nenarušovaly aerodynamiku vozu, tak i vnější zpětná zrcátka integrovaná s přední kapotou do aerodynamického celku, který minimalizoval znečišťování bočních oken. Automobil byl oceněn medailí Slovak Gold, zřejmě však skončilo pouze u jednoho prototypu a další dva rozpracované vozy nebyly dokončeny.